# Shandong Gold Group
Shandong Gold Group является государственной Китайской золотодобывающей компанией при правительстве провинции Шаньдуна. Компания является вторым по величине производителем золота в Китае по выпуску продукции, а её публично представленная дочерняя компания занимает 1898 место в Forbes Global 2000.

## Корпоративные дела
Shandong Gold Group является материнской компанией Shandong Gold Mining, которая котируется на Шанхайской фондовой бирже. Следуя пакту, объявленному в сентябре 2018 года с Barrick Gold, крупнейшим в мире по объёму продукции золотодобытчиком, обе компании договорились укреплять связи друг с другом путем кросс-инвестирования до $ 300 миллионов в акции друг друга, и Barrick Gold покупает акции Shandong Gold через Шанхайскую фондовую биржу.
Кросс-инвестиционное соглашение последовало за покупкой Shandong Gold 50 % доли шахты Веладеро в Аргентине, принадлежащей Barrick Gold, в апреле 2017 года. Архивная копия от 26 марта 2019 на Wayback Machine  (недоступная ссылка)
Будучи государственным предприятием провинции Шаньдун, компания непосредственно контролируется комиссией по надзору и управлению активами государственного управления провинции Шаньдун.
Компания является членом Всемирного Золотого Совета, торгового органа, который продвигает золотодобычу и обнародует социальные и экологические стандарты для добычи золота.

## Деятельность

### Внутренняя добыча золота
Основная деятельность по разведке и добыче золота в стране осуществляется внутри страны. На золотодобычу из 12 местных шахт в Шаньдуне, [Внутренняя Монголия], Гансу и Фуцзянь приходится 6,6 % национального производства.
Гигантское открытие было объявлено в сентябре 2018 года, когда компания нашла месторождение с по меньшей мере 382 тоннами золота на сумму около 22 миллиардов долларов в районе Лайчжоу — Чжаоюуань полуострова Шаньдун.

### Международная добыча золота
В апреле 2017 года Shandong Gold приобрела 50 % долю в шахте Veladero в Аргентине, принадлежащей Barrick Gold за 960 млн долл. США, а также сформировала партнерство для изучения совместной разработки месторождения Паскуа-Лама.

### Бизнес, не связанный с золотом
В компании есть несколько предприятий, не связанных с золотом, включая цветной металл, туризм и недвижимость. Она имеет дочерние компании по финансовым услугам в Китае и Гонконге (SD Gold Financial Holdings Group и SDG Asset Management (HK) Limited).